# Tiempo terrestre
El Tiempo terrestre (TT) es un estándar de tiempo astronómico moderno definido por la Unión Astronómica Internacional, principalmente para mediciones de tiempo de observaciones astronómicas realizadas desde la superficie de la Tierra. Por ejemplo, el Almanaque Astronómico utiliza TT para sus tablas de posiciones (efemérides) del Sol, la Luna y los planetas tal como se ven desde la Tierra. De este modo, TT continúa el Tiempo Dinámico Terrestre (TDT o TD), que sucedió al tiempo de efemérides (TE). TT comparte el propósito original para el cual TE fue diseñado, para estar libre de las irregularidades en la rotación de la Tierra.
La unidad de TT es el segundo del SI, cuya definición se basa actualmente en el reloj atómico de cesio, pero el TT no está definido por relojes atómicos. Es un ideal teórico y los relojes reales sólo pueden aproximarse a él.
El TT es distinto de la escala de tiempo utilizada a menudo como base para fines civiles, el Tiempo Universal Coordinado (UTC). El TT es indirectamente la base del UTC, a través del Tiempo Atómico Internacional (TAI). Debido a la diferencia histórica entre el TAI y el TE cuando se introdujo el TT, éste va 32,184 s por delante del TAI.

## Historia
La Unión Astronómica Internacional (UAI) adoptó en 1976, en su XVI Asamblea General, una definición estándar del tiempo terrestre, que posteriormente denominó Tiempo Dinámico Terrestre (TDT). Era la contrapartida del Tiempo Dinámico Baricéntrico (TDB), que era un estándar de tiempo para las efemérides del Sistema Solar, que se basaría en una escala de tiempo dinámico. Ambos estándares temporales resultaron estar imperfectamente definidos. También se expresaron dudas sobre el significado de "dinámico" en el nombre TDT.
En 1991, en la cuarta Recomendación de la XXI Asamblea General, la IAU redefinió el TDT, rebautizándolo también como "Tiempo Terrestre". El TT se definió formalmente en términos de Tiempo Coordinado Geocéntrico (TCG), definido por la IAU en la misma ocasión. El TT se definió como una escala lineal del TCG, de tal forma que la unidad del TT es el «segundo del SI en el geoide», es decir, la tasa coincide aproximadamente con la tasa del tiempo propio en la superficie de la Tierra al nivel medio del mar. Así, la relación exacta entre el tiempo TT y el tiempo TCG era {\displaystyle 1-L_{\mathrm {G} }}, donde {\displaystyle L_{\mathrm {G} }=U_{\mathrm {G} }/c^{2}} era una constante y {\displaystyle U_{\mathrm {G} }} era el potencial gravitatorio en la superficie del geoide, un valor medido por la geodesia física. En 1991, la mejor estimación disponible de {\displaystyle L_{\mathrm {G} }} era de 6,969291 × 10−10.
En 2000, la UAI modificó muy ligeramente la definición de TT adoptando un valor exacto, LG = 6,969290134 × 10−10.

## Definición actual
El TT difiere del Tiempo Coordinado Geocéntrico (TCG) por una "razón" constante. Formalmente se define mediante la ecuación
{\displaystyle \mathrm {TT} ={\bigl (}1-L_{\mathrm {G} }{\bigr )}\times \mathrm {TCG} +E,}
Donde TT y TCG son los conteos lineales de segundos del SI del Tiempo Terrestre y del Tiempo Coordinado Geocéntrico respectivamente, {\displaystyle L_{\mathrm {G} }} es la diferencia constante entre las tasas de las dos escalas de tiempo, y {\displaystyle E} es una constante para resolver las épocas (ver más abajo). {\displaystyle L_{\mathrm {G} }} se define exactamente como 6,969290134×10-10. Debido al término {\displaystyle 1-L_{\mathrm {G} }} la tasa de TT es muy ligeramente más lenta que la de TCG. 
La ecuación que relaciona TT y TCG tiene generalmente la forma dada por la IAU, 
{\displaystyle \mathrm {TT} =\mathrm {TCG} -L_{\mathrm {G} }\times {\bigl (}\mathrm {JD_{TCG}} -2443144,5003725{\bigr )}\times 86400,}
donde {\displaystyle \mathrm {JD_{TCG}} } es el tiempo TCG expresado como fecha juliana (JD). La Fecha Juliana es una transformación lineal del recuento bruto de segundos representado por la variable TCG, por lo que esta forma de la ecuación no está simplificada. El uso de una fecha juliana especifica plenamente la época. La ecuación anterior se da a menudo con la fecha juliana 2443144,5 para la época, pero eso es inexacto (aunque inapreciablemente, debido al pequeño tamaño del multiplicador {\displaystyle L_{\mathrm {G} }}). El valor 2443144,5003725  se ajusta exactamente a la definición.
Las coordenadas horarias en las escalas TT y TCG se especifican de forma convencional utilizando los medios tradicionales de especificación de días, heredados de las normas horarias no uniformes basadas en la rotación de la Tierra. En concreto, se utilizan tanto las fechas julianas como el calendario gregoriano. Por continuidad con su predecesor Tiempo de Efemérides (TE), TT y TCG se ajustaron para coincidir con ET en torno a la Fecha Juliana 2443144,5 (1977-01-01T00Z). Más concretamente, se definió que el instante TT 1977-01-01T00:00:32,184 y el instante TCG 1977-01-01T00:00:32,184 correspondieran exactamente al instante de Tiempo Atómico Internacional (TAI) 1977-01-01T00:00:00,000. Este es también el instante en el que el TAI introdujo correcciones para la dilatación gravitacional del tiempo.
TT y TCG expresados como Fechas Julianas pueden relacionarse de forma precisa y sencilla mediante la ecuación
{\displaystyle \mathrm {JD_{TT}} =E_{\mathrm {JD} }+{\bigl (}\mathrm {JD_{TCG}} -E_{\mathrm {JD} }{\bigr )}\times {\bigl (}1-L_{\mathrm {G} }{\bigr )},}
Donde {\displaystyle E_{\mathrm {JD} }} es 2443144,5003725 exactamente.

## Medición
El TT es un ideal teórico que no depende de una forma concreta de medición . En la práctica, es necesario medir los relojes físicos y procesar sus lecturas para estimar el TT. Para la mayoría de las aplicaciones basta con un simple cálculo del desfase, pero en el caso de aplicaciones más complejas puede ser necesario un modelado detallado de la física relativista y de las incertidumbres de medición.

### TAI
La principal forma de medir el TT es por medio del TAI. El servicio TAI del BIPM, operativo desde 1958, estima el TT utilizando mediciones de un conjunto de relojes atómicos repartidos por la superficie y el espacio orbital bajo de la Tierra. El TAI se establece por lo general a posteriori, en boletines mensuales, en relación con las lecturas mostradas por ese grupo concreto de relojes atómicos en ese momento. Las mediciones del TAI también son proporcionadas en tiempo real por las instituciones que operan los relojes participantes. Debido a la diferencia histórica entre el TAI y el ET cuando se introdujo el TT, el cálculo del TT del TAI establece así:
{\displaystyle \mathrm {TT(TAI)=TAI+32.184~s} .}
El desfase de 32,184 s surge de la historia. La escala de tiempo atómico A1 (predecesora del TAI) se fijó igual al UT2 en su fecha de inicio convencional, el 1 de enero de 1958, cuando ΔT (TE − UT) era de unos 32 segundos. El desfase de 32,184 segundos fue la estimación realizada en 1976 de la diferencia entre el Tiempo de Efemérides (TE) y el TAI, «para proporcionar continuidad con los valores y la práctica actuales en el uso del Tiempo de Efemérides».
El TAI nunca se revisa una vez publicado y el TT(TAI) tiene pequeños errores en relación con el TT(BIPM), en el orden de 10-50 microsegundos.
La escala de tiempo del GPS tiene una diferencia nominal respecto al tiempo atómico (TAI - tiempo GPS = +19 segundos), de modo que TT ≈ tiempo GPS + 51,184 segundos. Este cálculo introduce hasta un microsegundo de error adicional, ya que la señal GPS no está sincronizada con precisión con el TAI, pero los dispositivos receptores GPS están ampliamente disponibles.

### TT(BIPM)
Aproximadamente una vez al año desde 1992, la Oficina Internacional de Pesas y Medidas (BIPM, Bureau international des poids et mesures en francés) ha mejorado la medición del TT basándose en un nuevo análisis de los datos históricos del TAI. Las medidas de TT del BIPM se denominan TT(BIPM08) y los dígitos indican el año de publicación. Se publican en forma de tabla que recoge las diferencias con respecto al TT(TAI), junto con una ecuación de extrapolación que puede utilizarse para fechas posteriores a las de la tabla. La más reciente a diciembre de 2023 es TT(BIPM22).

### Púlsares
Investigadores de la colaboración International Pulsar Timing Array han desarrollado la estimación TT(IPTA16) de TT basada en observaciones de un conjunto de púlsares hasta 2012. Esta nueva escala temporal de púlsares es un medio independiente de calcular el TT. Los investigadores observaron que su escala estaba dentro de 0,5 microsegundos de TT(BIPM17), con errores significativamente menores desde 2003. Los datos utilizados eran insuficientes para analizar la estabilidad a largo plazo, y contenían varias anomalías, pero a medida que se recopilen y analicen más datos, esta estimación podrá ser útil con el tiempo para identificar defectos en el TAI y el TT(BIPM).

### Otros parámetros
En efecto, el TT es una continuación del antiguo Tiempo de Efemérides (TE) (pero es más preciso y constante que éste). Fue diseñado para continuidad con el TE, y corre en proporción al segundo del SI, que fue a su vez derivado de una calibración usando el segundo del TE (ver, debajo de Tiempo de Efemérides, redefinición del segundo e implementaciones). El parámetro Teph del tiempo de las efemérides del JPL se encuentra a pocos milisegundos de TT.
TT está ligeramente por delante de UT1 (una medida refinada del tiempo solar medio en Greenwich) en una cantidad conocida como ΔT = TT − UT1. ΔT se midió en +67,6439 segundos (TT por delante de UT1) a las 0 h UTC del 1 de enero de 2015; y por cálculo retrospectivo, ΔT era cercano a cero alrededor del año 1900. Se espera que ΔT siga aumentando, y que UT1 se retrase cada vez más (aunque de forma irregular) respecto a TT en el futuro. En detalle, ΔT es algo impredecible, con extrapolaciones a 10 años que divergen en 2-3 segundos del valor real.

## Relaciones relativistas
Los observadores situados en lugares distintos, en movimiento relativo o a altitudes diferentes, pueden discrepar sobre las velocidades de los relojes de los demás, debido a los efectos descritos por la teoría de la relatividad. Como resultado, el TT (incluso como ideal teórico) no coincide con el tiempo propio de todos los observadores.
En términos relativistas, el TT se describe como el tiempo propio de un reloj situado en el geoide (esencialmente el nivel medio del mar). Sin embargo, en la actualidad el TT se define como una escala temporal coordenada. La redefinición no modificó cuantitativamente el TT, sino que hizo más precisa la definición existente. En efecto, definió el geoide (nivel medio del mar) en términos de un determinado nivel de dilatación gravitacional del tiempo con respecto a un observador ficticio situado a una altitud infinita.
La definición actual de TT es una escala lineal del Tiempo Coordinado Geocéntrico (TCG), que es el tiempo propio de un observador ficticio que está infinitamente lejos (por lo que no se ve afectado por la dilatación gravitacional del tiempo) y en reposo respecto a la Tierra. El TCG se utiliza hasta la fecha principalmente con fines teóricos en astronomía. Desde el punto de vista de un observador en la superficie de la Tierra, el segundo del TCG transcurre en un tiempo ligeramente inferior al segundo del SI del observador. La comparación del reloj del observador con el TT depende de la altitud del observador: coincidirán en el geoide, y los relojes a mayor altitud marcan ligeramente más rápido.